# Эсенов, Тайча
Тайча Эсенов — советский хозяйственный, государственный и политический деятель, Герой Социалистического Труда.

## Биография
Родился в 1923 году на территории Хорезмской Народной Советской Республики. Член КПСС.
С 1935 года — на хозяйственной, общественной и политической работе. В 1935—1980 гг. — колхозник, звеньевой колхоза «Большевик» Куня-Ургенчского района Ташаузской области Туркменской ССР.
Указом Президиума Верховного Совета СССР от 30 июля 1951 года за получение высоких урожаев хлопка в 1950 году на поливных землях присвоено звание Героя Социалистического Труда с вручением ордена Ленина и золотой медали «Серп и Молот».
Жил в Ташаузской области Туркменской ССР.